# Karol Lewakowski
Karol Eugeniusz Lewakowski (28. března 1836 Snopków – 13. listopadu 1912 Rapperswil) byl rakouský právník a politik polské národnosti z Haliče, v 2. polovině 19. století poslanec Říšské rady.

## Biografie
V roce 1862 získal titul doktora práv na Lvovské univerzitě. V roce 1863 se podílel na lednovém protiruském povstání. Roku 1864 odešel do Rumunska, kde pobýval až do roku 1880 a byl aktivní v polských emigrantských spolcích. Po návratu do vlasti se zabýval podnikáním v ropném průmyslu a otevřel si ve Lvově advokátní kancelář.
Byl aktivní i v politice. Působil jako poslanec Říšské rady (celostátního parlamentu Předlitavska), kde usedl v doplňovacích volbách roku 1884 za kurii městskou v Haliči, obvod Lvov. Slib složil 4. prosince 1884. Mandát zde obhájil v řádných volbách roku 1885. Rezignaci oznámil na schůzi 24. října 1888, ale již 30. října 1888 opětovně složil poslanecký slib. Uspěl i ve volbách roku 1891. Ve volebním období 1879–1885 se uvádí jako Karl Lewakowski, doktor práv, bytem Lvov.
Patřil mezi polské národní poslance. Reprezentoval parlamentní Polský klub. V roce 1894 se stal předsedou nově vzniklé politické organizace Polskie Towarzystwo Demokratyczne a roku 1895 byl zvolen prvním předsedou nově založené Polské lidové strany. Kritizoval konzervativní zemskou vládu v Haliči. Byl stoupencem zásadní reformy volebního systému. Od roku 1896 žil ve Švýcarsku a následujícího roku rezignoval na funkci předsedy Polské lidové strany s poukazem na zdravotní důvody. Ve švýcarském Rapperswilu vedl polské muzeum.
V politice byl aktivní i jeho bratr August Lewakowski (1833–1891).